# P2RY2
P2Y purinoceptor 2 je protein koji je kod ljudi kodiran P2RY2 genom.
Produkt ovog gena, P2Y2 pripada  familiji G-protein spregnutih receptora. Ta familija ima nekoliko receptorskih podtipova sa različitom farmakološkom selektivnošću. Ovaj receptor može da veže adenozin i uridin nukleotide. Smatra se da on učestvuje u kontroli ćelijskog ciklusa endometrijalnih ćelija karcinoma. Tri transkriptne varijante koje kodiraju isti protein su bile identifikovane za ovaj gen.

## Literatura
1. ↑  Parr CE, Sullivan DM, Paradiso AM, Lazarowski ER, Burch LH, Olsen JC, Erb L, Weisman GA, Boucher RC, Turner JT (1994). „Cloning and expression of a human P2U nucleotide receptor, a target for cystic fibrosis pharmacotherapy”. Proc Natl Acad Sci USA. 91 (8): 3275—9. PMC 43559 . PMID 8159738. doi:10.1073/pnas.91.8.3275.
2. ↑  Somers GR, Hammet F, Woollatt E, Richards RI, Southey MC, Venter DJ (1997). „Chromosomal localization of the human P2y6 purinoceptor gene and phylogenetic analysis of the P2y purinoceptor family”. Genomics. 44 (1): 127—30. PMID 9286708. doi:10.1006/geno.1997.4841.
3. ↑  „Entrez Gene: P2RY2 purinergic receptor P2Y, G-protein coupled, 2”.

## Dodatna literatura
- Tokuyama Y; Hara M; Jones EM;  . (1995). „Cloning of rat and mouse P2Y purinoceptors.”. Biochem. Biophys. Res. Commun. 211 (1): 211—8. PMID 7779087. doi:10.1006/bbrc.1995.1798.
- Parr CE; Sullivan DM; Paradiso AM;  . (1995). „Cloning and expression of a human P2U nucleotide receptor, a target for cystic fibrosis pharmacotherapy.”. Proc. Natl. Acad. Sci. U.S.A. 91 (26): 13067. PMC 45582 . PMID 7809171. doi:10.1073/pnas.91.26.13067.
- Erb L; Lustig KD; Sullivan DM;  . (1993). „Functional expression and photoaffinity labeling of a cloned P2U purinergic receptor.”. Proc. Natl. Acad. Sci. U.S.A. 90 (22): 10449—53. PMC 47794 . PMID 8248130. doi:10.1073/pnas.90.22.10449.
- Dasari VR; Sandhu AK; Mills DC;  . (1996). „Mapping of the P2U purinergic receptor gene to human chromosome 11q 13.5-14.1.”. Somat. Cell Mol. Genet. 22 (1): 75—9. PMID 8643996. doi:10.1007/BF02374378.
- Sullivan DM; Erb L; Anglade E;  . (1997). „Identification and characterization of P2Y2 nucleotide receptors in human retinal pigment epithelial cells.”. J. Neurosci. Res. 49 (1): 43—52. PMID 9211988. doi:10.1002/(SICI)1097-4547(19970701)49:1<43::AID-JNR5>3.0.CO;2-D.
- Bogdanov Y, Rubino A, Burnstock G (1998). „Characterisation of subtypes of the P2X and P2Y families of ATP receptors in the foetal human heart.”. Life Sci. 62 (8): 697—703. PMID 9489506. doi:10.1016/S0024-3205(97)01168-5.
- Jin J, Dasari VR, Sistare FD, Kunapuli SP (1998). „Distribution of P2Y receptor subtypes on haematopoietic cells.”. Br. J. Pharmacol. 123 (5): 789—94. PMC 1565225 . PMID 9535005. doi:10.1038/sj.bjp.0701665.
- Tai CJ; Kang SK; Cheng KW;  . (2000). „Expression and regulation of P2U-purinergic receptor in human granulosa-luteal cells.”. J. Clin. Endocrinol. Metab. 85 (4): 1591—7. PMID 10770202. doi:10.1210/jc.85.4.1591.
- Erb L; Liu J; Ockerhausen J;  . (2001). „An RGD sequence in the P2Y(2) receptor interacts with alpha(V)beta(3) integrins and is required for G(o)-mediated signal transduction.”. J. Cell Biol. 153 (3): 491—501. PMC 2190579 . PMID 11331301. doi:10.1083/jcb.153.3.491.
- Moore DJ; Chambers JK; Wahlin JP;  . (2001). „Expression pattern of human P2Y receptor subtypes: a quantitative reverse transcription-polymerase chain reaction study.”. Biochim. Biophys. Acta. 1521 (1-3): 107—19. PMID 11690642.
- Strausberg RL; Feingold EA; Grouse LH;  . (2003). „Generation and initial analysis of more than 15,000 full-length human and mouse cDNA sequences.”. Proc. Natl. Acad. Sci. U.S.A. 99 (26): 16899—903. PMC 139241 . PMID 12477932. doi:10.1073/pnas.242603899.
- Burrell HE, Bowler WB, Gallagher JA, Sharpe GR (2003). „Human keratinocytes express multiple P2Y-receptors: evidence for functional P2Y1, P2Y2, and P2Y4 receptors.”. J. Invest. Dermatol. 120 (3): 440—7. PMID 12603858. doi:10.1046/j.1523-1747.2003.12050.x.
- Schafer R, Sedehizade F, Welte T, Reiser G (2003). „ATP- and UTP-activated P2Y receptors differently regulate proliferation of human lung epithelial tumor cells.”. Am. J. Physiol. Lung Cell Mol. Physiol. 285 (2): L376—85. PMID 12691958. doi:10.1152/ajplung.00447.2002.
- Seye CI; Yu N; Jain R;  . (2003). „The P2Y2 nucleotide receptor mediates UTP-induced vascular cell adhesion molecule-1 expression in coronary artery endothelial cells.”. J. Biol. Chem. 278 (27): 24960—5. PMID 12714597. doi:10.1074/jbc.M301439200.
- Greig AV; Linge C; Terenghi G;  . (2003). „Purinergic receptors are part of a functional signaling system for proliferation and differentiation of human epidermal keratinocytes.”. J. Invest. Dermatol. 120 (6): 1007—15. PMID 12787128. doi:10.1046/j.1523-1747.2003.12261.x.
- Greig AV; Linge C; Healy V;  . (2003). „Expression of purinergic receptors in non-melanoma skin cancers and their functional roles in A431 cells.”. J. Invest. Dermatol. 121 (2): 315—27. PMID 12880424. doi:10.1046/j.1523-1747.2003.12379.x.
- Meshki J; Tuluc F; Bredetean O;  . (2004). „Molecular mechanism of nucleotide-induced primary granule release in human neutrophils: role for the P2Y2 receptor.”. Am. J. Physiol., Cell Physiol. 286 (2): C264—71. PMID 14613890. doi:10.1152/ajpcell.00287.2003.
- Haserück N; Erl W; Pandey D;  . (2004). „The plaque lipid lysophosphatidic acid stimulates platelet activation and platelet-monocyte aggregate formation in whole blood: involvement of P2Y1 and P2Y12 receptors.”. Blood. 103 (7): 2585—92. PMID 14645014. doi:10.1182/blood-2003-04-1127.
- „P2Y Receptors: P2Y2”. IUPHAR Database of Receptors and Ion Channels. International Union of Basic and Clinical Pharmacology. Архивирано из оригинала 03. 03. 2016. г.